# Dookoła Erytrei
Dookoła Erytrei (ang. Tour of Eritrea) – wieloetapowy wyścig kolarski rozgrywany corocznie od 2001 na terenie Erytrei. Od 2005 należy do cyklu UCI Africa Tour z kategorią 2.2.

## Zwycięzcy
| Rok  | Pierwsze                   | Drugie               | Trzecie           |
| ---- | -------------------------- | -------------------- | ----------------- |
| 1946 | Barilà Nunzio              | Domenico Oggero      | Giovanni Bizzotto |
| 2001 | Habte Weldesimon           |                      |                   |
| 2002 | Michael Tekle              |                      |                   |
| 2003 | Habte Weldesimon           | Ephrem Tewelde       | Merhawi Yemane    |
| 2004 | Habte Weldesimon           |                      |                   |
| 2005 | Michael Tykue              | Michael Misgane      | Muse Tekleab      |
| 2006 | Michael Misgane            | Efrem Abrham         | Mogos Dawit       |
| 2007 | Merhawi Gebrehiwet         | Dawit Haile          | Michael Tykue     |
| 2008 | Merhawi Gebrehiwet         | Dawit Haile          | Ferekalsi Debesay |
| 2009 | Bereket Yemane             | Daniel Teklehaimanot | Melake Kahsai     |
| 2010 | Natnael Berhane            | Michael Tykue        | Mehreteab Tedros  |
| 2011 | Meron Russom               | Tesfay Abraha        | Jani Tewelde      |
| 2012 | Jacques Janse van Rensburg | Ferekalsi Debesay    | Azzedine Lagab    |
| 2013 | Mekseb Debesay             | Merhawi Kudus        | Meron Amanuel     |
| 2016 | Merhawi Goitom             | Tesfay Mehretab      | Adhanom Zemekael  |
| 2017 | Zemenfes Solomon           | Jean-Claude Uwizeye  | Amanuel Tsegay    |